# Chôdes
Chôdes  est un village de la commune et ville belge de Malmedy située en Région wallonne dans la province de Liège. 
Avant la fusion des communes de 1977, Chôdes faisait partie de la commune de Bévercé. 

## Situation
Chôdes étire ses habitations principalement le long de la route nationale 681 en côte (route du Barrage) qui relie Malmedy au barrage de Robertville ainsi que le long d'une voirie parallèle à cette route nationale (chemin du Calvaire, rue des Crêtes, Al Gofe). Chôdes forme avec les hameaux voisins de G'doumont et Boussire un ensemble continu d'habitations.

## Patrimoine
Au sommet du village, sur une colline culminant à une altitude avoisinant les 500 m, se trouve la chapelle Saint Quirin datant de 1816 et rénovée en 1932. Elle a été construite en moellons de grès et compte huit baies ornées de vitraux. Son clocher recouvert d'ardoises est surmonté d'une toiture à six pans.

## Activités
L'école communale fondamentale de Chôdes se situe en réalité à l'entrée du hameau voisin de G'doumont.
On trouve dans le village plusieurs gîtes ruraux.